# Celastrina ladon
Celastrina ladon är en fjärilsart som beskrevs av Ménétriés 1857. Celastrina ladon ingår i släktet Celastrina och familjen juvelvingar. Inga underarter finns listade i Catalogue of Life.

## Bildgalleri

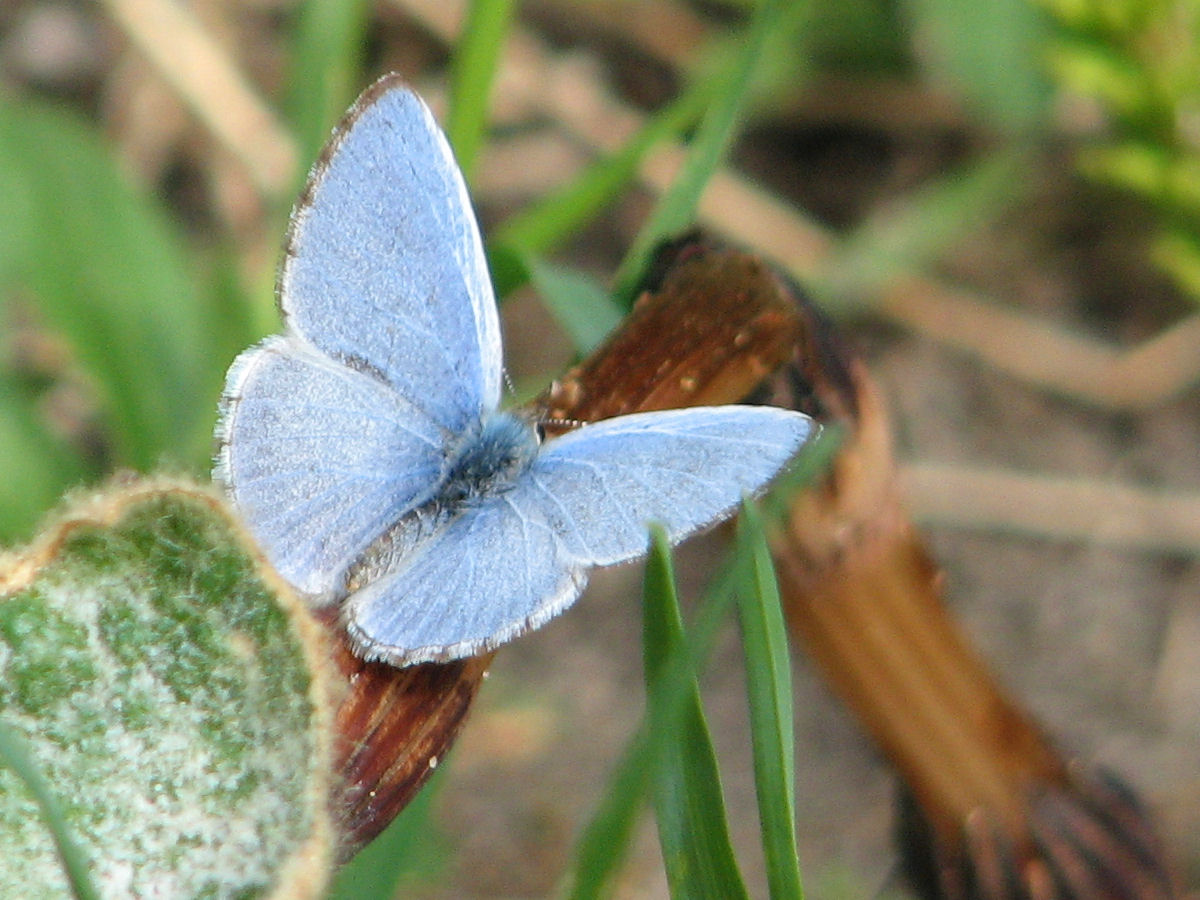
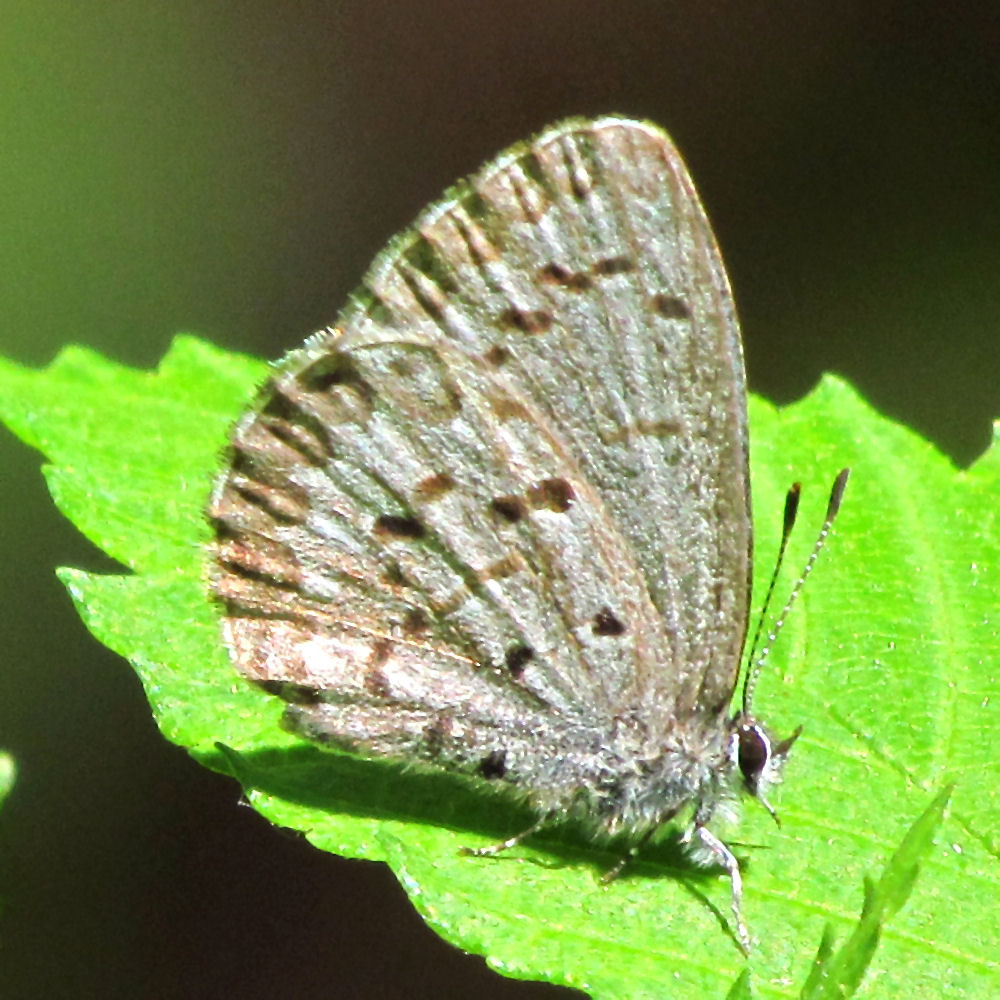
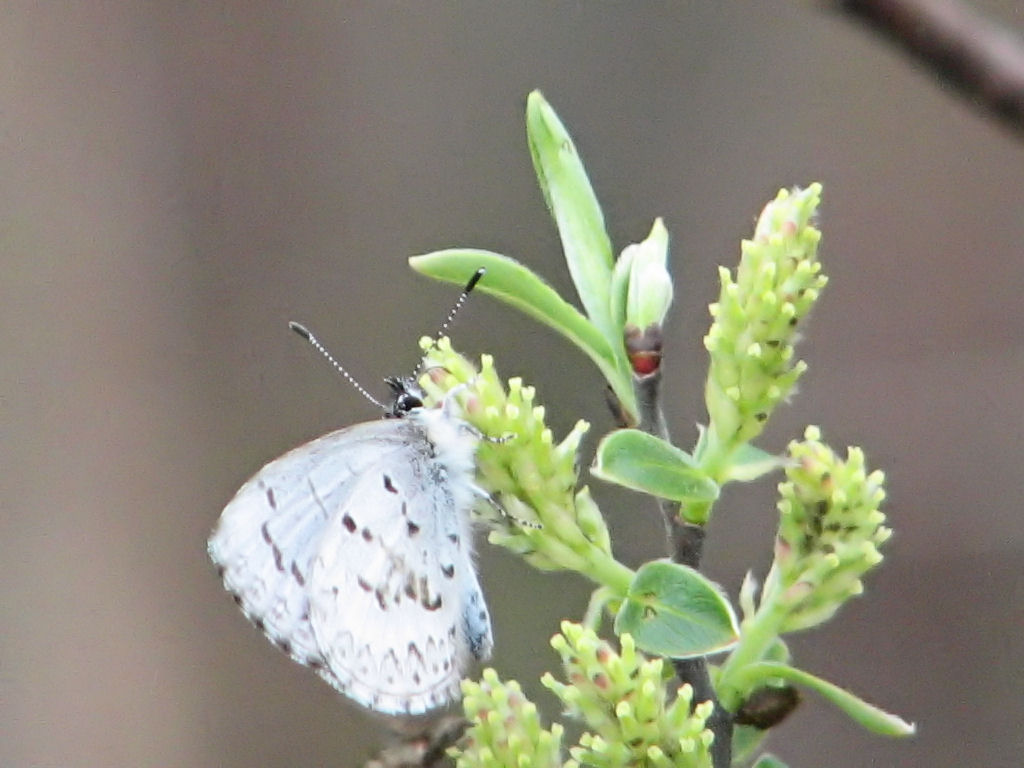
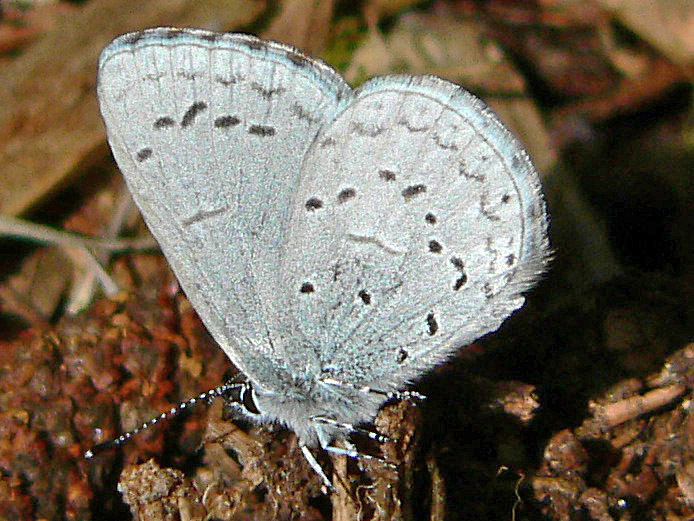
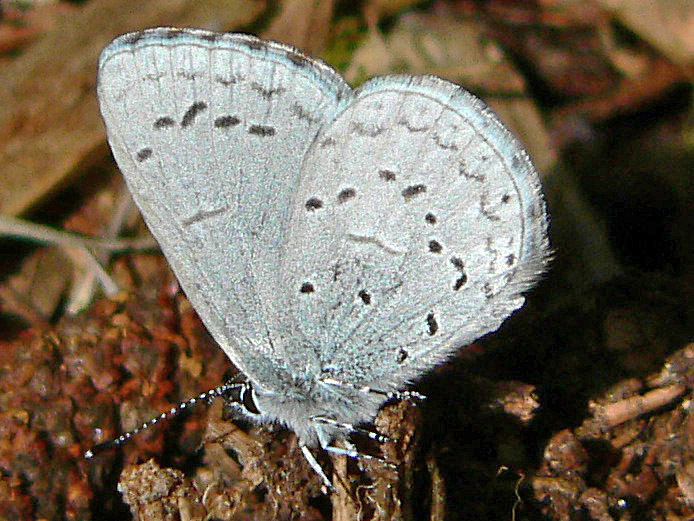